# Chitungwiza
Chitungwiza je treći po veličini grad Zimbabvea. Nalazi se u pokrajini Mashonaland East, 10 km južno od glavnog grada Hararea. Radnički je grad, nastao 1978. spajanjem naseljâ Seke, Zengeza i St. Mary's. Većina ljudi radi u Harareu, jer je u samoj Chitungwizi mali broj radnih mjesta. U blizini grada je zračna luka Hararea (IATA: HRE).
Chitungwiza je 2002. imala 323.260 stanovnika.